# Hannonia typica
Hannonia typica is een zeespin uit de familie Ascorhynchoidea. De soort behoort tot het geslacht Hannonia. Hannonia typica werd in 1881 voor het eerst wetenschappelijk beschreven door Hoek. 